# KOMDIV-32
КОМДИВ-32 (конвейерный однокристальный микропроцессор для интенсивных вычислений) — семейство 32-битных микропроцессоров, разработанных в Научно-исследовательском институте системных исследований Российской академии наук (НИИСИ РАН) в 2000-х годах.
Микросхемы изготавливаются в России, при участии РНЦ Курчатовский институт.
Производимые версии:
- 1В812[2]
  - 3 слоя металла, технология производства 0,5 мкм, 1,5 миллиона транзисторов, тактовая частота 33 MHz, 8 KB L1 кэш инструкций, 8 KB L1 кэш данных, совместим с IDT 79R3081E. Производительность составляет 24,5 VAX MIPS (тест Dhrystone2.1) и 8,7 MFLOPS (тест flops2.0).[3]
- 1890ВМ1Т (2003)[4][5]
  - технология производства 0,5 мкм, 3 слоя металлизации, тактовая частота 33-50 МГц[4]
- 1890ВМ2Т (аналог MIPS R3000[6], 5-стадийный конвейер, 8 КБ L1D, 8 КБ L1I[7], производительность оценивается в 50 MFLOPS[8])
  - технология производства 0,35 мкм, тактовая частота 90 МГц[9] (максимальная — до 100 МГц[7]), 1,7 млн транзисторов.[1]
- 5890ВЕ1Т («Комдив-32С»[10])
  - SoC, радиационно стойкий, радиационная стойкость не меньше, чем к 200 кРад, технология производства 0,5 мкм кремний на изоляторе (КНИ), тактовая частота 33 МГц [11]
- 1900ВМ2Т также известный как Резерв-32[12]
  - радиационно стойкий, радиационная стойкость не меньше, чем к 200 кРад, тройное модульное резервирование на уровне блоков с самовосстановлением, тех. производства 0,35 мкм кремний на изоляторе (КНИ), диапазон рабочей температуры от −60 до 125 °C, тактовая частота 66 МГц.[11][13]
- 1907ВМ1Т
  - SoC, SpaceWire, радиационно стойкий, радиационная стойкость не меньше, чем к 200 кРад, технология производства 0,25 мкм кремний на изоляторе (КНИ), тактовая частота 100 MHz.[11]

## Применение
Процессоры архитектуры KOMDIV-32 широко применяются в БЦВМ, выпускаемых для нужд Министерства Обороны РФ, для военно-космических исследований. 